# Níkosz Mahlász
Nikólaosz Mahlász (görögül: Νίκος Μαχλάς; Iráklio, 1973. június 16. –) görög válogatott labdarúgó.

## Sikerei, díjai
- AFC Ajax:
  - Holland labdarúgó-bajnokság : 2001–02
  - Holland labdarúgókupa : 1999, 2002
- APÓ Ellínon Lefkoszíasz:
  - Ciprusi labdarúgó-bajnokság : 2006-07
  - Ciprusi labdarúgókupa : 2008

## Fordítás
- Ez a szócikk részben vagy egészben  a   Nikos Machlas című angol Wikipédia-szócikk fordításán alapul.  Az eredeti cikk szerkesztőit annak laptörténete sorolja fel. Ez a jelzés csupán a megfogalmazás eredetét és a szerzői jogokat jelzi, nem szolgál a cikkben szereplő információk forrásmegjelöléseként.